# Tephrocactus weberi
Tephrocactus weberi ist eine Pflanzenart in der Gattung Tephrocactus aus der Familie der Kakteengewächse (Cactaceae). Das Artepitheton weberi ehrt Frédéric Albert Constantin Weber.

## Beschreibung
Tephrocactus weberi wächst aufrecht als kleiner Strauch oder bildet Polster mit an der Basis oder darüber verzweigenden Trieben und erreicht Wuchshöhen von bis 20 Zentimetern. Die frischgrünen bis bräunlichen grünen, zylindrischen Triebsegmente sind eng gehöckert. Sie sind 3 bis 10 Zentimeter lang und weisen Durchmesser von 1,5 bis 2,5 Zentimetern auf. Die Höcker sind undeutlich ausgebildet. Die Areolen sind klein. Es sind wenige, rötliche Glochiden vorhanden. Die 3 bis 10 nadeligen, stechenden oder biegsamen Dornen sind weiß bis gelb, braun, rosafarben oder schwärzlich und 3 bis 5 Zentimeter lang. Die oberen Dornen sind abstehend während die unteren an der Triebsegmentoberfläche anliegen und dünner sind.
Die gelben bis orangegelben oder rosafarbenen bis roten Blüten sind 2 bis 2,5 Zentimeter lang und erreichen Durchmesser von 2 bis 4 Zentimetern. Das eiförmige Perikarpell ist gehöckert und dicht mit Dornen bedeckt. Die mehr oder weniger kugelförmigen, dünnwandigen, gehöckerten Früchte sind bedornt und trocken. Sie weisen Durchmesser von etwa 1 Zentimeter auf.

## Verbreitung, Systematik und Gefährdung
Tephrocactus weberi ist in den argentinischen Provinzen Salta, Tucumán, Catamarca, La Rioja und San Juan auf steinigen Böden oder verwitterten Granitfelsen in Höhenlagen von 700 bis 2000 Metern verbreitet.
Die Erstbeschreibung als Opuntia weberi  erfolgte 1905 durch Carlos Luis Spegazzini. Curt Backeberg stellte die Art 1936 in die Gattung Tephrocactus.
Es werden folgende Unterarten unterschieden:
- Tephrocactus weberi var. deminutus Rausch
- Tephrocactus weberi var. weberi

In der Roten Liste gefährdeter Arten der IUCN wird die Art als „Least Concern (LC)“, d. h. als nicht gefährdet geführt. Die Entwicklung der Populationen wird als stabil angesehen.

## Nachweise